# 35 Virginis
35 Virginis är en misstänkt variabel i Jungfruns stjärnbild.
Stjärnan har visuell magnitud +6,41 och varierar i amplitud med 0,06 magnituder utan någon fastställd periodicitet.